# Donatas Banionis
Donatas Banionis (in russo Дoнатас Юозович Баниoнис?, Donatas Juozovič Banionis; Kaunas, 28 aprile 1924 – Vilnius, 4 settembre 2014) è stato un attore lituano.
È conosciuto soprattutto per la sua parte di protagonista nel film Solaris di Andrej Tarkovskij.

## Biografia
Iniziò a recitare in film di lingua lituana, ma per la maggior parte della sua carriera recitò in russo. Ha lavorato anche al di fuori della Russia come protagonista del film Goya or the Hard Way to Enlightenment (1971), una co-produzione tra Unione Sovietica e Germania Est diretto da Konrad Wolf e, sempre come protagonista, nella produzione tedesco-est della DEFA Beethoven - Tage aus einem Leben del 1976.
Fu anche attore di teatro recitando a Panevėžys, fin dall'età di 17 anni, e a Vilnius nel Teatro Nazionale Lituano. Morì all'età di 90 anni per un ictus.
Vladimir Putin dichiarò che fu spinto a entrare nel KGB dopo aver visto Banionis nel film di spionaggio Fuori stagione (Мёртвый сезон) .

## Filmografia parziale
- Marytė, 1947
- Fuori stagione, 1968
- La tenda rossa, 1969
- Goya - oder Der arge Weg der Erkenntnis, 1971
- Krasnyj diplomat, regia di Semёn Aranovič (1971)
- Solaris, 1972
- La fuga del signor Makkinli, 1975
- Mama, Ich lebe, 1977
- Faktas, 1981
- Anastasia, 2006
- Attacco a Leningrado, 2009
- Tadas Blinda. Start, 2011